# Observatorio Astronómico de Cantabria
El Observatorio Astronómico de Cantabria (OAC) es un centro de la Consejería de Medio Ambiente del  Gobierno de Cantabria, situado en el término municipal de Valderredible.
El OAC es un centro de referencia observacional, didáctico y divulgativo destinado a la astronomía en Cantabria y existente desde 2007. Está gestionado por el Centro de investigación de Medio Ambiente (CIMA), organismo autónomo dependiente de dicha Consejería, junto con la Universidad de Cantabria, el  Ayuntamiento de Valderredible y la Agrupación Astronómica Cántabra. 
Consta de un telescopio principal tipo Ritchey-Chrétien de 40 cm de diámetro y varios telescopios secundarios que se dedican a distintas finalidades. El observatorio desarrolla múltiples actividades didácticas, divulgativas, observacionales y científicas.